# Vektorskop

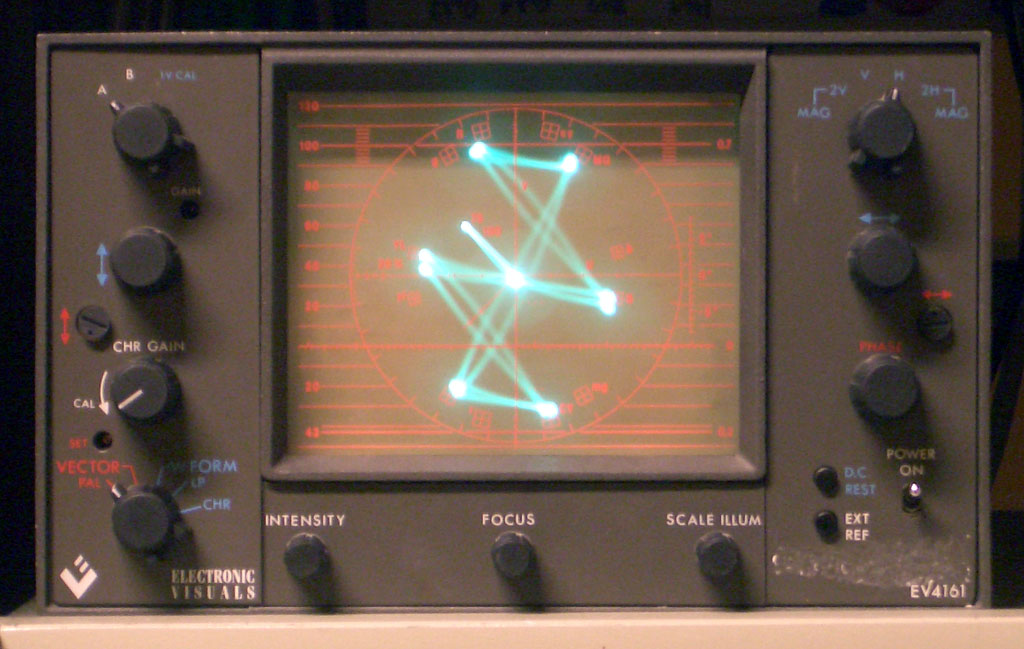
Ett video-vektorskop visar krominansinformationen (i detta fall färgbalkar) hos en PAL-signal.

Vektorskop är ett instrument för att mäta audio- eller videosignaler. Funktionen är inte olik den hos ett oscilloskop, men istället för att plotta en signal som funktion av tid plottas istället en signal som funktion av en annan. Instrumentet kallas även X-Y-oscilloskop.